# یک پارچه جواهر
یک پارچه جواهر (ایتالیایی: Buona come il pane؛ ترجمهٔ تحت‌اللفظی: به‌خوبیِ نان) یک کمدی سکسی سبک ایتالیایی به کارگردانی ریکاردو سزانی است که در سال ۱۹۸۲ منتشر شد. نام فیلم اصطلاحی رایج در زبان ایتالیایی است که به یک فرد بسیار خوب، مهربان و بی‌غل‌وغش گفته می‌شود. معادل فارسی این اصطلاح برای توصیف افراد، «یک پارچه جواهر» یا «مثل دستهٔ گل» است.

## گزیدهٔ بازیگران
- کارمن روسو
- ساوریو مارکونی
- آدا پومتی
- جفری کاپلستن
- رناتو چِـکِـتو
- اومبرتو راهو
- جانفرانکو بارا
- ماریا تدسکی